# La Tuilière
La Tuilière là một xã trong tỉnh Loire miền trung nước Pháp.